# Geoffrey Owens
Pour les articles homonymes, voir Owens.
Geoffrey Owens est un acteur américain né le 18 mars 1961 à Brooklyn, New York (États-Unis).

## Filmographie

### Cinéma
- 1994 : Le Journal (The Paper) de Ron Howard : Lou
- 1999 : Le Prix du mensonge (Stonebrook) de Byron W. Thompson : Marty
- 1999 : Forgiven (court métrage) de Lance Tracy : Stan
- 2001 : The Cross de Lance Tracy : Featured Apostle
- 2009 : Play the Game de Marc Fienberg : Rob Marcus
- 2013 : Dreams de Joel Kapity : Mr Welch
- 2016 : Youth in Oregon de Joel David Moore
- 2020 : Fatale de Deon Taylor
- 2021 : L'Ombre du passé (Hide and Seek) de Joel David Moore : Lyle
- 2023 : Ezra de Tony Goldwyn

### Télévision
Téléfilms
- 2009 : In the Mix de Valerie Weiss : Harvey Deets
- 2009 : Action Auto de Grant Calof, Dan Dworkin, Greg Lee et Ted Sullivan  : Officier Martin
- 2010 : (Court métrage) Sami's Cock de George Larkin :
- 2011 : (documentaire) Wilde Salomé de Al Pacino : Tigellinus / Lui-même

Séries télévisées
- 1984-1992 : Cosby Show (The Cosby Show) : Elvin Tibideaux
- 1990 : ABC Afterschool Specials : Mr Singer
- 1997 : Built to Last : Robert Watkins (8 épisodes)
- 1999 : New York, police judiciaire (Law and Order) : Langer
- 2002 : New York, unité spéciale (saison 4, épisode 7) : l'anthropologiste
- 2007 : Phénomène Raven (That's So Raven) : Michael Thomas
- 2007 : The Wedding Bells : Dr Harris
- 2007 : Boston Justice (Boston Legal) : Dr Mitch Norris
- 2007 : Las Vegas : Dr Eric Haber
- 2007 : Journeyman : Matthew Tarbell
- 2007-2011 : Philadelphia :
- 2008 : Médium : Unemployment worker, Unemployment Evaluator
- 2008 : I Didn't Know I Was Pregnant : Un employé
- 2008 : FBI : Portés disparus (Without a Trace) : Jay Costas
- 2010 : Flashforward : Dr Julian Ebbing
- 2010-2011 : La Vie secrète d'une ado ordinaire (The Secret Life of the American Teenager) : Médiateur, Juge
- 2014 : The Leftovers : L'homme gentil
- 2014 : The Affair : Victor
- 2017 : Lucifer : Murray

## Théâtre
Acteur
- 2014 : Roméo et Juliette, adaptation de la tragédie de William Shakespeare : prince Escalus